# Jordbävningen i Rijeka 1750
Jordbävningen i Rijeka 1750 (kroatiska: Potres u Rijeci 1750.) var en jordbävning i Rijeka i dagens Kroatien, dåvarande Fiume i Kejsardömet Österrike. Jordbävningen inträffade den 17 december 1750 och föregicks av mindre förskalv varav det första inträffade strax efter klockan 21:00 den 28 november 1750. Huvudskalvet den 17 december ödelade stora delar av den dåvarande staden och åtföljdes av mindre efterskalv som pågick fram till efter årsskiftet 1750/1751. 
Jordbävningen år 1750 var den kraftigaste i Rijekas kända historia. Dess storlek har varit okänd, men har på senare tid (2018) uppskattats till att ha haft en magnitud på över 6,0. Bland annat skadades Stadstornet, Heliga Jungfru Marie himmelfärds kyrka, Sankt Hieronymus kyrka, Trsatborgen och flera andra byggnader mycket svårt. Trsatborgen förblev raserad till år 1826 då den köptes av den österrikiske fältmarskalken Laval Nugent von Westmeath som därefter lät renovera den. Jordbävningen förändrade Rijeka i grunden och banade samtidigt väg för en ny stad. Den 3 november 1753 tilldelade kejsarinnan och den kroatiska drottningen Maria Teresia ekonomiska medel till Gamla stans återuppbyggnad. Enligt drottningens påbud uppfördes en ny stad (civitas nova) på torrlagd mark utanför de medeltida stadsmurarna. Ett nytt hamnområde anlades och Rijeka utvecklades därefter till en av rikets viktigaste hamnstäder. Att staden återuppbyggdes efter år 1750 innebar att många nya och nygamla byggnader antog arkitektoniska stildrag från den då rådande barocken.